# Mirosław Baka

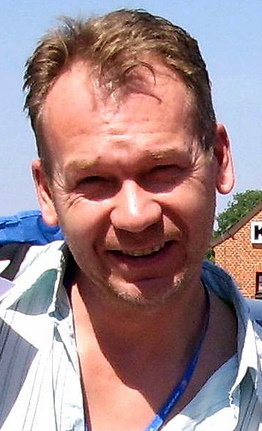
Mirosław Baka (2007)

Mirosław Michał Baka (* 15. Dezember 1963 in Ostrowiec Świętokrzyski) ist ein polnischer Schauspieler.

## Leben
Baka gab sein Filmdebüt 1987 unter Regisseur Krzysztof Kieślowski in der Hauptrolle in dessen Dekalog, Fünf, das in die Kinos unter dem Titel Ein kurzer Film über das Töten kam, als er noch Schauspielschüler der Schauspielschule Breslau war. 1989 schloss er diese mit dem Diplom ab. Nach dem Abschluss der Schauspielschule wurde er an das Teatr Wybrzeże in Danzig engagiert. Hier arbeitet er bis heute. Der mehrfach preisgekrönte Theaterschauspieler konnte beim Film an den Erfolg seiner ersten Rolle bis jetzt nicht wieder anknüpfen.
2010 wurde er Mitglied der Akademie der Künste in Berlin.

## Filmografie (Auswahl)
- 1987: Ein kurzer Film über das Töten (Krótki film o zabijaniu, Regie: Krzysztof Kieślowski)
- 1989: Überall ist es besser, wo wir nicht sind (Regie: Michael Klier)
- 1991: All of me (Regie: Bettina Wilhelm)
- 1991: Ostkreuz (Regie: Michael Klier)
- 1992: Liebe zwischen den Fronten (Pierscionek z orlem w koronie, Regie: Andrzej Wajda)
- 1992: Vaterland (Regie: Uli M Schueppel)
- 1993: Polski Crash (Regie: Kaspar Heidelbach)
- 1998: Amok (Regie: Natalia Koryncka-Guz)
- 1998: Demony wojny według Goi (Regie: Władysław Pasikowski)
- 2000: Chłopaki nie płaczą (Regie: Olaf Lubaszenko)
- 2000: Wyrok na Franciszka Klosa (Regie: Andrzej Wajda)
- 2001: Reich (Regie: Władysław Pasikowski)
- 2002: Where Eskimos Live (Regie: Tomasz Wiszniewski)
- 2002: Tam i z powrotem (Regie: Wojciech Wójcik)
- 2003: Milchwald (Regie: Christoph Hochhäusler)
- 2005: Unkenrufe – Zeit der Versöhnung (Regie: Robert Gliński)
- 2005: Molly’s Way (Regie: Emily Atef)
- 2008: Spring 1941 (Regie: Uri Barbash)
- 2010: Time of Honor (Czas honoru, Fernsehserie, 9 Folgen)
- 2011: Prosto z nieba (Regie: Piotr Matwiejczyk)
- 2013: 1939 Battlefield Westerplatte – The Beginning of World War 2 (Tajemnica Westerplatte, Regie: Pawel Chochlew)
- 2013: Lauf Junge lauf (Regie: Pepe Danquart)
- 2013: Prawo Agaty (Fernsehserie, 10 Folgen)
- 2013: Sep (Regie: Eugeniusz Korin)
- 2013: Wałęsa. Der Mann aus Hoffnung (Wałęsa. Człowiek z nadziei, Regie: Andrzej Wajda)
- 2014: Jack Strong (Regie: Władysław Pasikowski)
- 2017: Tod einer Kadettin
- 2017: Die Familie
- 2018: Der Kurier – Sein Leben für die Freiheit (Kurier)
- 2021: Liebe² (Miłość do kwadratu)
- 2022: Lieferung vor Weihnachten (Jeszcze przed swietami)
- 2023: Nochmal Liebe² (Miłość do kwadratu jeszcze raz)
- 2023: Das Flüstern der Felder (Chłopi)
- 2024: Für immer Liebe² (Miłość do kwadratu bez granic)
- 2024: Töte mich, wenn du dich traust (Zabij mnie, kochanie)